# Vlag van Black Country

Vlag van Black Country

De vlag van Black Country is de vlag van het Engelse regio Black Country. Het werd geregistreerd door het Flag Institute op 14 juli 2012.

## Geschiedenis
Het ontwerp was de winnaar van een wedstrijd van het Black Country Living Museum naar aanleiding van een campagne van de Parliamentary Flags & Heraldry Committee waarin gemeenschappen en regio's werden aangemoedigd om hun eigen vlaggen te ontwikkelen om het diamanten regeringsjubileum van Elizabeth II en de Olympische Zomerspelen 2012 te vieren.
Nadat het publiek 1.500 stemmen had uitgebracht, werd een ontwerp van de 11-jarige Gracie Sheppard van Redhill School in Stourbridge aangekondigd als de winnende inzending tijdens het Festival of Steam van het museum, ter ere van 300 jarige Stoommachine van Newcomen.
De vlag wapperde op 14 juli 2013 in Eland House, het hoofdkantoor van het ministerie voor Gemeenschappen en Lokaal Bestuur, om de 'Black Country Day' te vieren en ook de rol van Groot-Brittannië in het leiden van de Industriële revolutie.

## Ontwerp
De vlag is voorzien van een ketting die het productie-erfgoed van het gebied vertegenwoordigt, terwijl de rechtopstaande driehoekige vorm op de achtergrond de iconische glaskegels en hoogovens in het architecturale landschap van het gebied in herinnering brengt. De rode en zwarte kleuren herinneren aan de beroemde beschrijving van het Black Country door Elihu Burritt dat het "overdag zwart en 's nachts rood" was door de rook en het vuur van de industrie.
De vlag heeft een lengte:breedte-verhouding van 5:3. De gebruikte kleuren zijn zwart, wit en rood (PMS 186 C).